# Aerva transvaalensis
Aerva transvaalensis är en amarantväxtart som beskrevs av Michel Gandoger. Aerva transvaalensis ingår i släktet Aerva och familjen amarantväxter. Inga underarter finns listade i Catalogue of Life.